# جزایر دلانگ

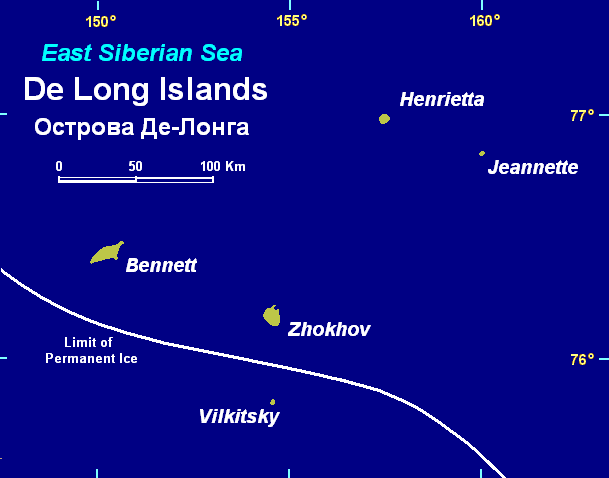
نقشه جزایر دلانگ

جزایر دِلانگ (به روسی: Острова Де-Лонга) مجمع‌الجزایری است غیرمسکونی در منطقه قطبی شمال خاور دور روسیه.
جزایر دلانگ اغلب به عنوان بخشی از جزایر سیبری نو به‌شمار می‌آیند. بخشی از مساخت این جزیره‌ها با یخچال طبیعی پوشیده شده است.
مجمع‌الجزایر دلانگ شامل جزیره‌های ژانِت، بِنِت، ویلکیتسکی و ژوخوف می‌شود. این پنج جزیره با هم مساحتی برابر با ۲۲۸ کیلومتر مربع دارند. جزیره بنت بزرگ‌ترین این جزایر است و بلندترین نقطه جزایر دلانگ نیز با ۴۲۶ متر ارتفاع در این آبخوست واقع شده است.